# Dilip Kumar Roy
Dilip Kumar Roy (Calcuta, Bengala, 22 de enero de 1897 - 6 de enero de 1980) fue un cantante, músico, musicólogo, escritor y poeta indio.

## Biografía
Fue hijo de Roy Dwijendralal, perdió a su madre cuando era un niño y fue criado por su padre. A los 16 años de edad, él también perdió a su padre y fue criado por su abuelo materno. Dilip Kumar recibió sus primeras lecciones musicales gracias a su padre y luego en el Ustad Abdul Karim Khan. En 1927, Dilip Roy viaja por Europa para dar conferencias de música clásica de la India. Ha escrito muchos libros, que han sido dignos de interese para la música hindú.
Fue galardonado con el título de "Ratnakar Sangit", por su contribución a la música.

## Obras
| Año  | Trabajos                      |                                                                                              |
| ---- | ----------------------------- | -------------------------------------------------------------------------------------------- |
| 1938 | Gitasagar                     | Demande du gouvernement pour le programme du département musical de l'université de Calcutta |
| 1938 | Sangitiki                     | Demande du gouvernement pour le programme du département musical de l'université de Calcutta |
| 1926 | Maner Parash                  | Nouvelle                                                                                     |
| 1927 | Dudhara                       | Nouvelle                                                                                     |
| 1935 | Dola                          | Nouvelle en 2 volumes                                                                        |
|      | Taranga Rodhibe Ke            | Nouvelle                                                                                     |
|      | Bahuballabh                   | Nouvelle                                                                                     |
|      | Dvicharini                    | Nouvelle                                                                                     |
| 1926 | Apad O Jalatanka              | Drame                                                                                        |
| 1944 | Sada Kalo                     | Drame                                                                                        |
| 1948 | Shri Chaitanya                | Drame                                                                                        |
| 1952 | Bhikharini Rajkanya           | Drame                                                                                        |
|      | Sri Aurobindo O Dharma Bijnan | Essai                                                                                        |
|      | Chhandasiki                   | Essai                                                                                        |
| 1978 | Kavirsi O Gunishilpi          | Essai, discussion sur Aurovindo, Rabindranath et Sharat Chandra                              |
| 1926 | Bhramyamaner Dinpanjika       | Récit de voyage                                                                              |
| 1944 | Abar Bhramyaman               | Récit de voyage                                                                              |
| 1940 | Bhusvarga Chancal             | Récit de voyage                                                                              |
| 1940 | Edeshe Odeshe                 | Récit de voyage                                                                              |
| 1955 | Deshe Deshe Chali Ude         | Récit de voyage                                                                              |
| 1942 | Sri Aurobindo Prasanga        | Mémoires                                                                                     |
| 1940 | Among the Great               | Mémoires                                                                                     |
| 1945 | Eyes of Light                 | Recueil de poésies                                                                           |